# Associazione Sportiva Massese Aquilotti 1969-1970
Questa pagina raccoglie le informazioni riguardanti l'Associazione Sportiva Massese Aquilotti nelle competizioni ufficiali della stagione 1969-1970.